# Flem D. Sampson
Flem Davis Sampson (* 25. Januar 1875 im Laurel County, Kentucky; † 25. Mai 1967 in Pewee Valley, Kentucky) war ein US-amerikanischer Politiker und Gouverneur des Bundesstaates Kentucky.

## Frühe Jahre
Flem Sampson absolvierte das Union College und die Valparaiso University. Danach begann er eine juristische Laufbahn als Anwalt der Stadt Barbourville. Zwischen 1905 und 1924 war er Richter in verschiedenen Bezirken des Landes, ab 1923 Oberster Richter (Chief Justice) von Kentucky.

## Gouverneur von Kentucky
Sampson war Mitglied der Republikanischen Partei, die ihn im Jahr 1927 als Kandidat für die Gouverneurswahlen nominierte. Zur gleichen Zeit war die Demokratische Partei innerlich über Fragen wie dem Verkauf alkoholischer Getränke und dem Für und Wider bei Pferderennen gespalten. Ihr Kandidat war der frühere Gouverneur J. C. W. Beckham, der gegen das Wettgeschäft und für die Beibehaltung des Alkoholverbots eintrat. Viele Demokraten konnten ihm darin nicht folgen und stimmten für Sampson, der sich für legale Pferdewetten einsetzte. Sampson gewann dann die Wahlen mit 52,1 % der Stimmen. Beckham kam auf einen Anteil von 47,9 %.
Sampsons Amtszeit begann am 13. Dezember 1927 und endete am 8. Dezember 1931. In dieser Zeit wurde die sogenannte Progress Commission ins Leben gerufen, aus der dann das Handelsministerium (Department of Commerce) des Landes hervorging. Außerdem setzte sich der Gouverneur für den weiteren Ausbau des Straßennetzes ein. Der zweite Teil seiner Amtszeit war überschattet von der Weltwirtschaftskrise. Sampson bemühte sich, die Staatsausgaben unter Kontrolle zu halten. In der Folge der Krise kam es aber vereinzelt zu Unruhen. So musste er 1931 die Nationalgarde bei Arbeiterunruhen im Harlan County einsetzen. Im Zusammenhang mit seiner Initiative für freie Schulbücher wurde ihm allerdings Bestechlichkeit vorgeworfen, was aber nie bewiesen werden konnte.

## Lebensabend und Tod
Nach seinem Ausscheiden aus dem Amt des Gouverneurs betätigte er sich als Rechtsanwalt in Barbourville. Im Alter von 91 Jahren war er noch Mitglied einer Kommission zur Überarbeitung der Verfassung von Kentucky. Sampson starb kurz darauf. Er war mit Susie Steele verheiratet, mit der er drei Kinder hatte.